# Pro50 Championship 2020/21
Der Pro50 Championship 2020/21 war die 19. Austragung der nationalen List A Cricket-Meisterschaft in Simbabwe. Der Wettbewerb wurde zwischen dem 18. und 28. April 2021 zwischen fünf simbabwischen First-Class-Franchises ausgetragen. Die Meisterschaft wurde von den Mid West Rhinos gewonnen.

## Format
Die fünf Mannschaften spielten in einer Gruppe gegen jede andere Mannschaft jeweils ein Spiel. Für einen Sieg gab es zehn Punkte, für ein Unentschieden, Absage oder No Result 5 Punkte. Die besten zwei Mannschaften qualifizierten sich für das Finale, die dritt- und viertplatzierte Mannschaft spielten den dritten Platz unter sich aus.

## Resultate

### Gruppenphase
Tabelle
| Teams                | Sp. | S | N | U | R | NR | Punkte | NRR    |
| -------------------- | --- | - | - | - | - | -- | ------ | ------ |
| Southern Rocks       | 4   | 3 | 1 | 0 | 0 | 0  | 30     | +1.486 |
| Mid West Rhinos      | 4   | 3 | 1 | 0 | 0 | 0  | 30     | +1.284 |
| Matabeleland Tuskers | 4   | 3 | 1 | 0 | 0 | 0  | 30     | −0.095 |
| Mashonaland Eagles   | 4   | 1 | 3 | 0 | 0 | 0  | 10     | −1.267 |
| Mountaineers         | 4   | 0 | 4 | 0 | 0 | 0  | 0      | −1.398 |

### Spiel um 3. Platz
| 28. April Scorecard | Harare (OH) | Matabeleland Tuskers 221 (49)            | – | Mashonaland Eagles 136 (36.1) |
|                     |             | Matabeleland Tuskers gewinnt mit 86 Runs |   |                               |

### Finale
| 28. April Scorecard | Harare (TCC) | Mid West Rhinos 297-8 (50)          | – | Southern Rocks 250 (49) |
|                     |              | Mid West Rhinos gewinnt mit 47 Runs |   |                         |